# Трикатский замок
Трикатский замок (латыш. Trikātas viduslaiku pils, нем. Schloß Trikaten) — замок Ливонского ордена в Трикате в XIII—XVII веках. Поросший деревьями курган замка возвышается на 30 м на крутом берегу между Трикатским озером и рекой Абулс.

## История
Исторические источники впервые упоминают замок Трикатский замок в Хронике Ливонии как резиденцию Таливалдиса, старшего из Талавов, где он был убит в 1215 году. После Договора о разделе Талавы 1224 года Триката перешла под власть Ордена Меченосцев. В Ливонской хронике Германа Вартбергского упоминается, что магистр ордена Виллекин фон Ниндорф построил в Трикате церковь в 1284 году. В Ливонской хронике Русова упоминается, что Ливонский орден построил три замка — Валмиера, Буртниеки и Триката. Первое упоминание о Трикатском замке в документах относится к 1429 году, когда он служил резиденцией орденского фогта.
Во время Ливонской войны Трикатский замок был лагерем для войск Ливонской конфедерации перед битвой под Эрмесом, а в 1577—1582 годах в нем размещались русские войска. В Яма-Запольском мирном договоре 1582 года он был назван цитаделью Трикатского замкового округа (лат. arx Tricat). После договора Триката была включена в территорию Задвинского герцогства, принадлежавшего Великому княжеству Литовскому (позже Речи Посполитой после Люблинской унии). Во время польско-шведской войны Триката была захвачена шведами в 1600 году, а в 1622 году шведский король Густав II Адольф подарил замок канцлеру страны Акселю Оксеншерне. Замок был полностью разрушен во время Северной войны.

## Современность
Сохранилась юго-восточная стена высотой около 2 м и фрагменты руин башни высотой около 4—5 м. Во второй половине XX века во дворе была построена сцена.

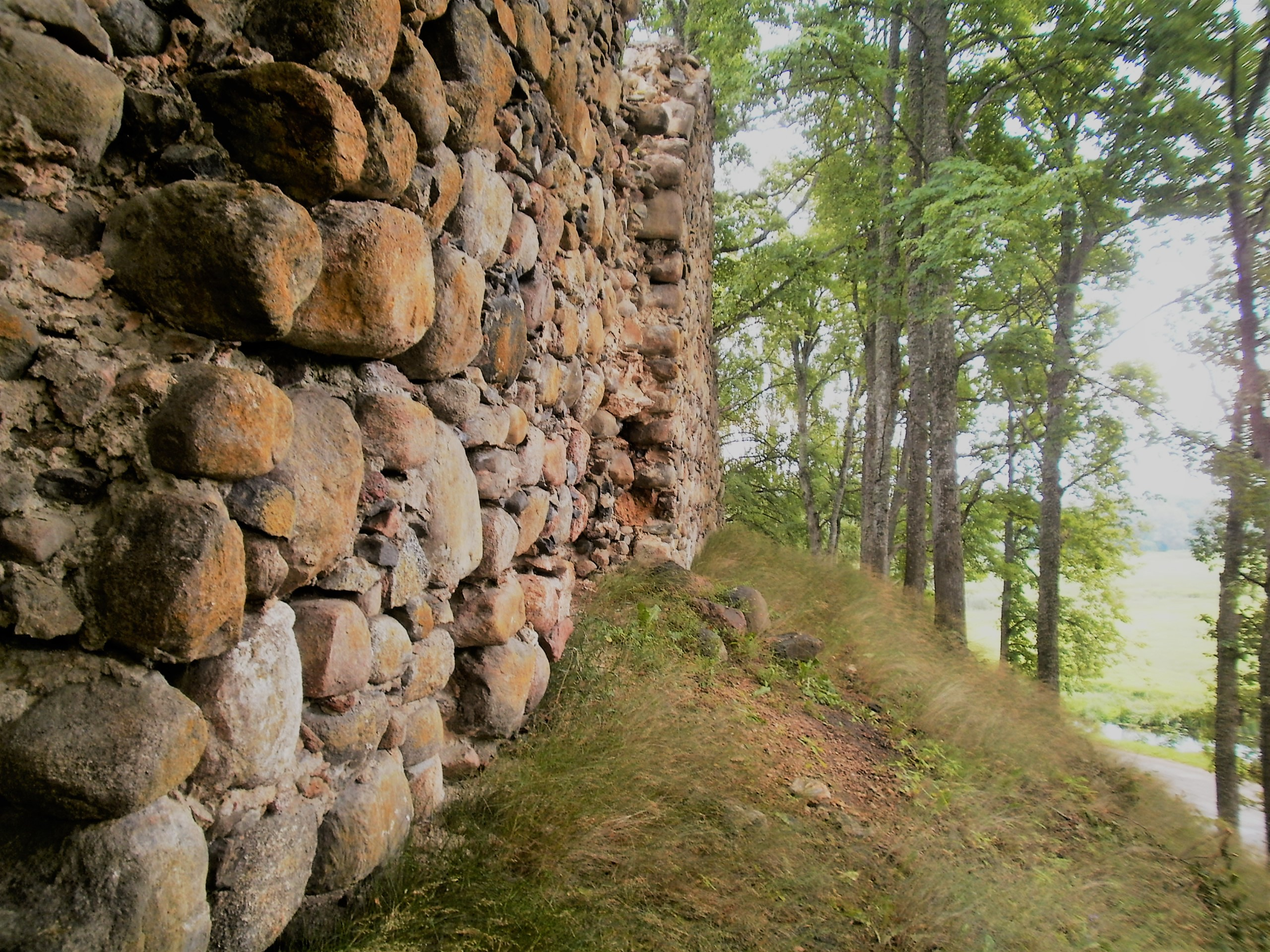
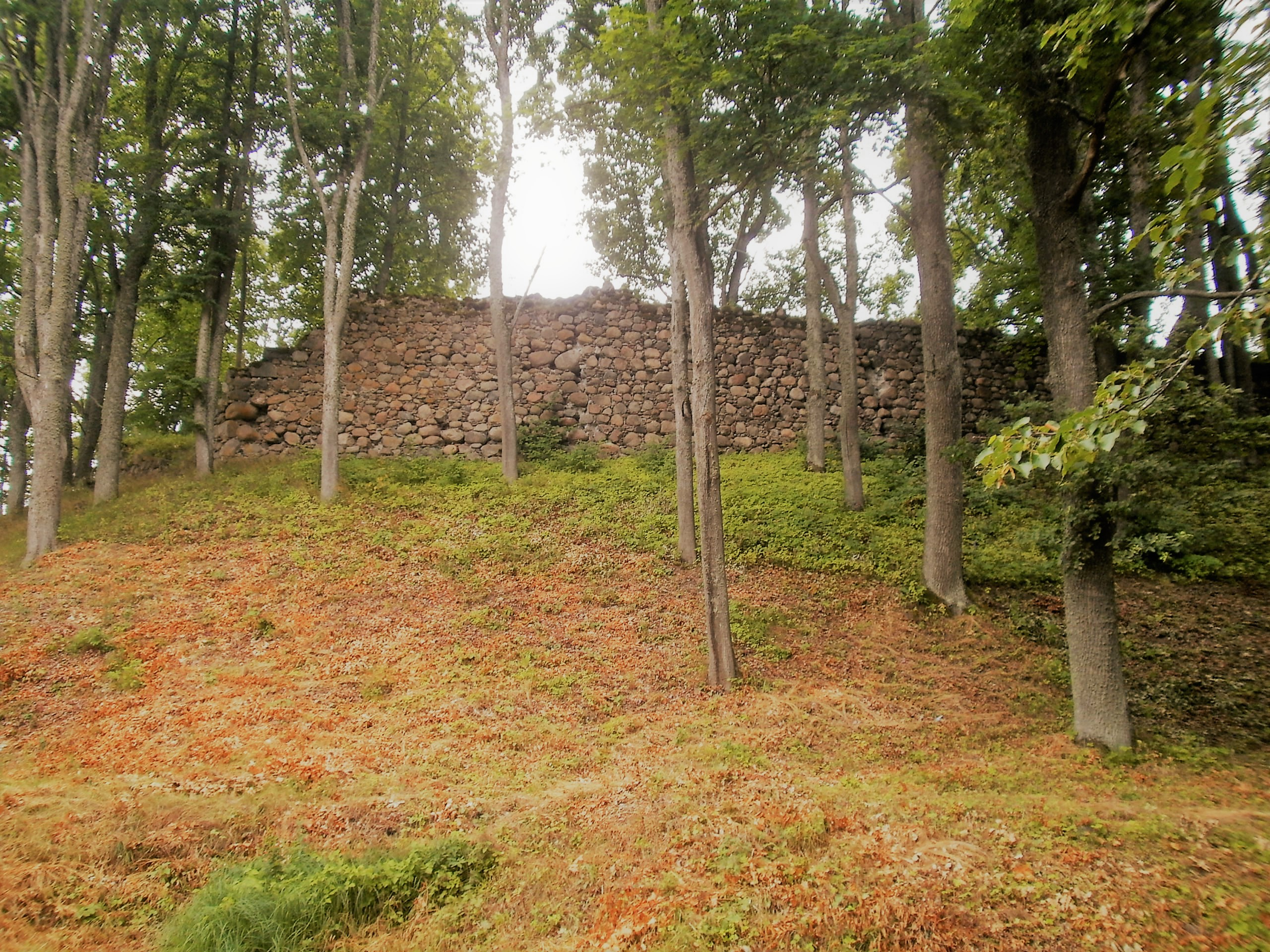
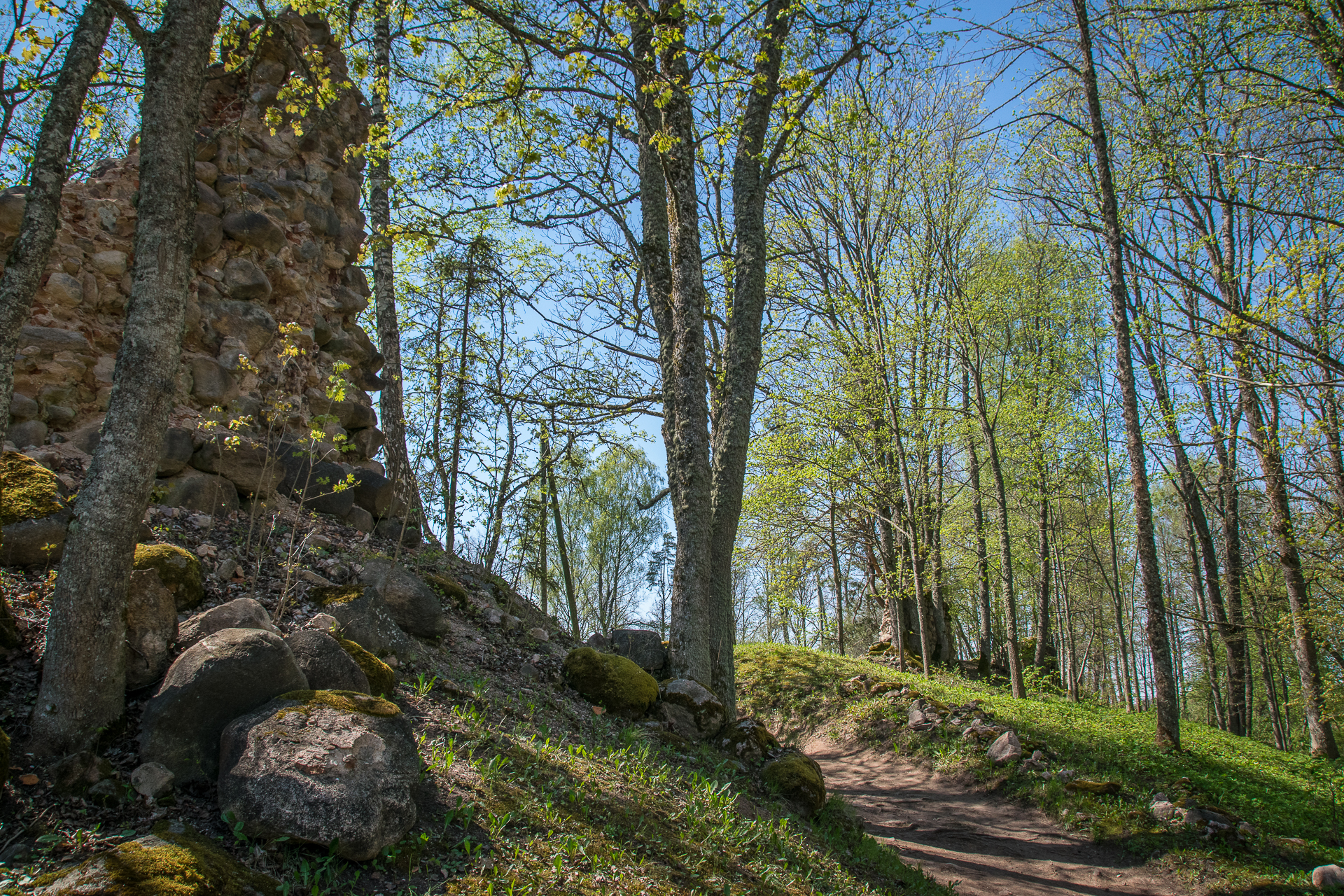
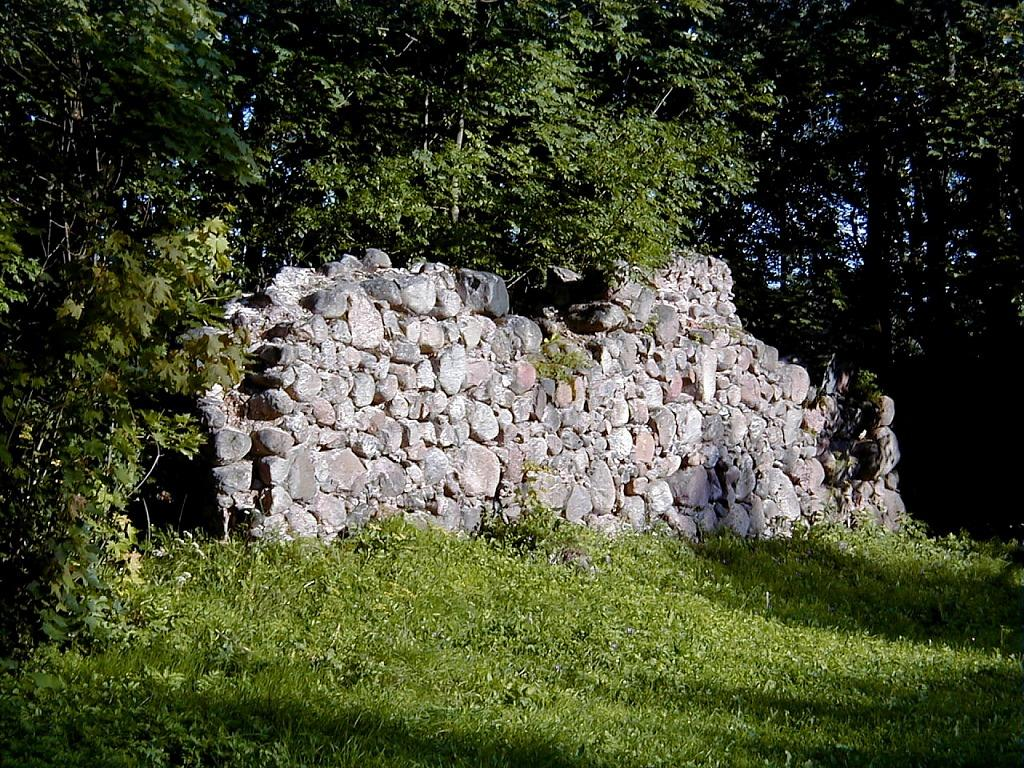
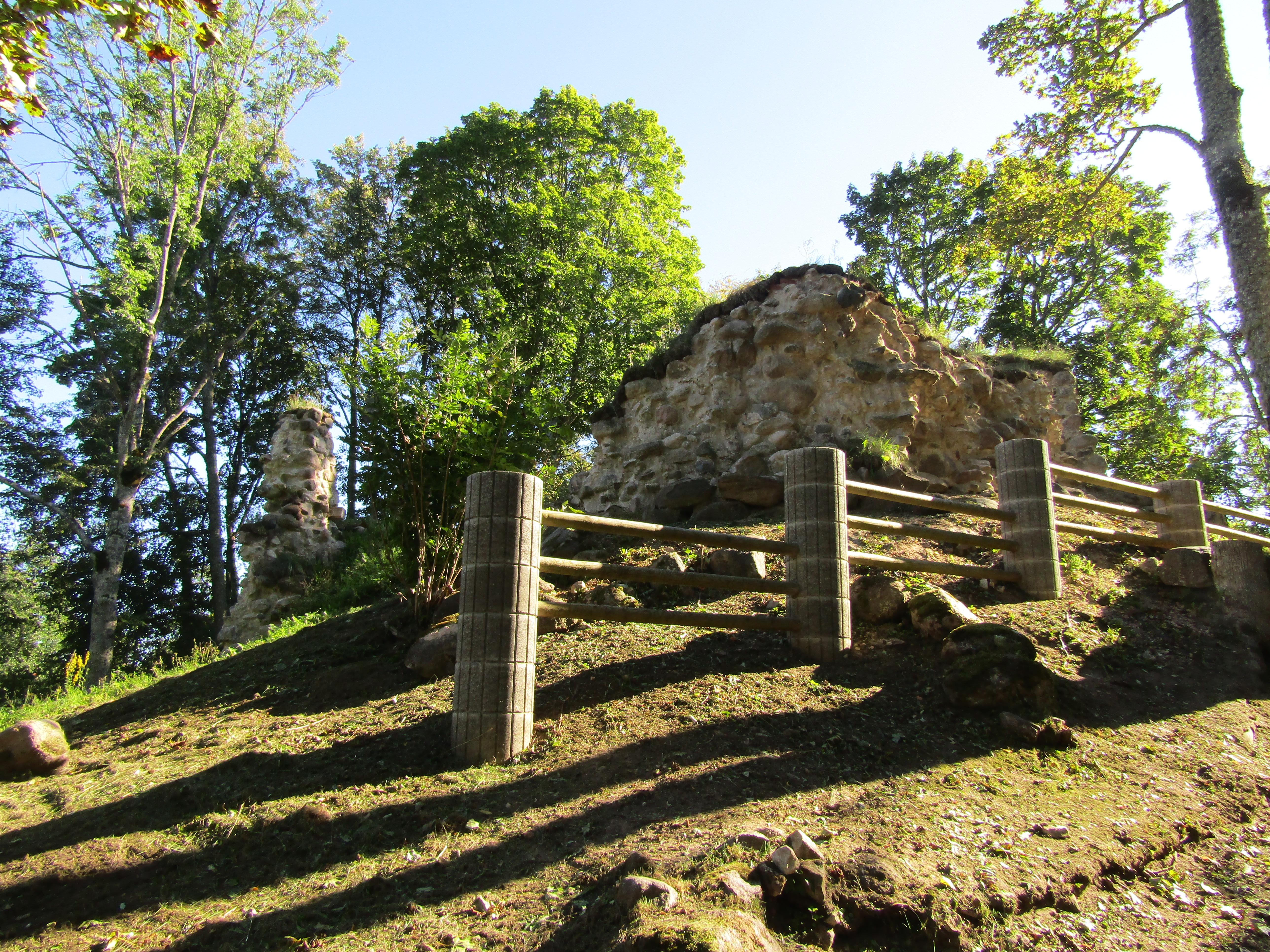
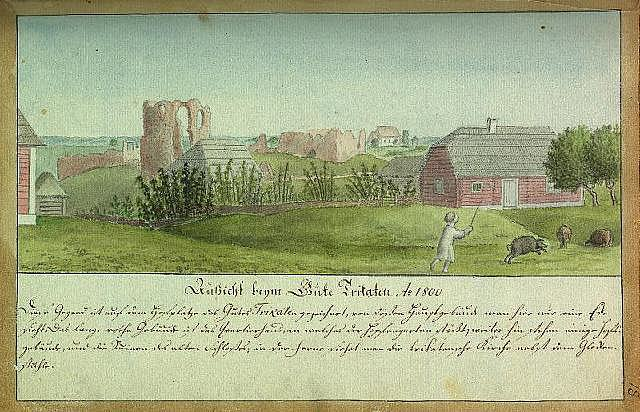